# Герц, Роберт

Роберт Герц (1900).

Роберт Герц (Робер Вальтер Эрц, фр. Robert Walter Hertz; 22 июня 1881, Сен-Клу — 13 апреля 1915, Маршевиль, департамент Эр и Луар) — французский социолог.

## Биография
Родился в семье еврейского предпринимателя Адольфа Герца, приехавшего из Германии и получившего французское гражданство за год до рождения сына. Окончил Лицей Генриха IV (1900) и Высшую нормальную школу (1904) с дипломом по философии. Ученик Эмиля Дюркгейма и Марселя Мосса. Затем до 1906 г. стажировался в Лондоне в Британском музее. С 1905 г. публиковался в журнале L’Année sociologique. По возвращении во Франции преподавал в лицее и в Практической школе высших исследований. В 1915 г. поступил вторым лейтенантом в 330-й пехотный полк французской армии, был убит во время атаки. Посмертно награждён Орденом Почётного легиона за участие в боевых действиях.

## Научное наследие
Наиболее известные работы Герца связаны с социологией и антропологией смерти: это развёрнутые статьи «Коллективное представление о смерти» (фр. La Représentation collective de la mort; 1907) и «Превосходство правой руки: исследование религиозной полярности» (фр. La prééminence de la main droite: Étude sur la polarité religieuse; 1909), традиционно издающиеся вместе под общим названием «Смерть и правая рука» (так, в частности, в английском издании 1960 г. и в русском 2019 г.). Опубликованы также обширные фрагменты неоконченной докторской диссертации Герца «Грех и искупление в первобытных обществах» (фр. Le péché et l'expiation dans les sociétés primitives).

## Семья
Был женат (с 1904 г.) на педагоге Алисе Бауэр (1877—1927), сестре Эдмона Бауэра, известной деятельнице французского дошкольного образования. Имел трёх старших сестёр и младшего брата, одна из сестёр, художница Сесиль Герц, участница Осеннего салона, была замужем за педагогом и издателем Леоном Эйролем.